# Frida Karlsson
Frida Karlsson (Sollefteå, 10 agosto 1999) è una fondista svedese.

## Biografia
Attiva in gare FIS dal novembre del 2015, la Karlsson ha esordito in Coppa del Mondo il 17 febbraio 2019 a Cogne (7ª) e ai Campionati mondiali a Seefeld in Tirol 2019, dove ha vinto la medaglia d'oro nella staffetta, quella d'argento nella 10 km, quella di bronzo nella 30 km ed è stata 5ª nello skiathlon. Il 1º marzo 2020 ha conquistato a Lahti in staffetta il primo podio in Coppa del Mondo (3ª) e il 7 marzo  seguente a Oslo la prima vittoria; ai Mondiali di Oberstdorf 2021 ha vinto la medaglia d'argento nello skiathlon e nella 10 km, quella di bronzo nella 30 km e si è classificata 6ª nella staffetta. L'anno dopo ai XXIV Giochi olimpici invernali di Pechino 2022, suo esordio olimpico, ha vinto la medaglia di bronzo nella staffetta e si è piazzata 12ª nella 10 km e 5ª nello skiathlon. Ai successivi Mondiali di Planica 2023 ha vinto la medaglia d'argento nello skiathlon e nella 10 km e quella di bronzo nella 30 km e nella staffetta e a quelli di Trondheim 2025 ha vinto la medaglia d'oro nella 50 km e nella staffetta, quella di bronzo nella 10 km ed è stata 4ª nello skiathlon.

## Palmarès

### Olimpiadi
- 1 medaglia:
  - 1 bronzo (staffetta a Pechino 2022)

### Mondiali
- 13 medaglie:
  - 3 ori (staffetta a Seefeld in Tirol 2019; 50 km, staffetta a Trondheim 2025)
  - 5 argenti (10 km a Seefeld in Tirol 2019; 10 km, skiathlon a Oberstdorf 2021; skiathlon, 10 km a Planica 2023)
  - 5 bronzi (30 km a Seefeld in Tirol 2019; 30 km a Oberstdorf 2021; 30 km, staffetta a Planica 2023; 10 km a Trondheim 2025)

### Mondiali juniores
- 6 medaglie:
  - 3 ori (inseguimento a Goms 2018; 5 km TL, 15 km TC a Lahti 2019)
  - 3 bronzi (sprint, staffetta a Goms 2018; staffetta a Lahti 2019)

### Coppa del Mondo
- Miglior piazzamento in classifica generale: 3ª nel 2024
- 25 podi (20 individuali, 5 a squadre):
  - 13 vittorie (11 individuali, 2 a squadre)
  - 7 secondi posti (6 individuali, 1 a squadre)
  - 5 terzi posti (3 individuali, 2 a squadre)

#### Coppa del Mondo - vittorie
| Data                            | Località                             | Nazione                  | Specialità                                                 |
| ------------------------------- | ------------------------------------ | ------------------------ | ---------------------------------------------------------- |
| 7 marzo 2020                    | Oslo                                 | Norvegia                 | 30 km TC MS                                                |
| 27 novembre 2021                | Kuusamo                              | Finlandia                | 10 km TC                                                   |
| 4 dicembre 2021                 | Lillehammer                          | Norvegia                 | 10 km TL                                                   |
| 27 novembre 2022                | Kuusamo                              | Finlandia                | 20 km TL PU                                                |
| 4 dicembre 2022                 | Lillehammer                          | Norvegia                 | 20 km TC MS                                                |
| 31 dicembre 2022 8 gennaio 2023 | Val Müstair Oberstdorf Val di Fiemme | Svizzera Germania Italia | Tour de Ski                                                |
| 20 gennaio 2024                 | Oberhof                              | Germania                 | 20 km TC MS                                                |
| 21 gennaio 2024                 | Oberhof                              | Germania                 | 4x7,5 km (con Linn Svahn, Ebba Andersson e Jonna Sundling) |
| 26 gennaio 2024                 | Goms                                 | Svizzera                 | 4x5 km (con William Poromaa, Jens Burman e Linn Svahn)     |
| 11 febbraio 2024                | Canmore                              | Canada                   | 20 km TC MS                                                |
| 9 marzo 2024                    | Oslo                                 | Norvegia                 | 50 km TC MS                                                |
| 29 novembre 2024                | Kuusamo                              | Finlandia                | 10 km TC                                                   |
| 19 gennaio 2025                 | Les Rousses                          | Francia                  | 20 km TC MS                                                |

Legenda:

TC = tecnica classica

TL = tecnica libera

MS = partenza in linea

PU = inseguimento

#### Coppa del Mondo - competizioni intermedie
- Vincitrice del Tour de Ski nel 2023
- 8 podi di tappa:
  - 2 vittorie
  - 4 secondi posti
  - 2 terzi posti

##### Coppa del Mondo - vittorie di tappa
| Data           | Località   | Nazione  | Competizione | Specialità  |
| -------------- | ---------- | -------- | ------------ | ----------- |
| 3 gennaio 2023 | Oberstdorf | Germania | Tour de Ski  | 10 km TC    |
| 4 gennaio 2023 | Oberstdorf | Germania | Tour de Ski  | 20 km TL PU |

Legenda:

TC = tecnica classica

TL = tecnica libera

PU = inseguimento